# Richard Watson Gilder
Pour les articles homonymes, voir Gilder et Richard Watson (homonymie).
Richard Watson Gilder, né le 8 février 1844 à Bordentown dans le New Jersey et mort le 19 novembre 1909 à New York, est un poète et directeur de publication américain.

## Œuvres
- The New Day (1875)
- Lyrics and Other Poems (1885)
- The Celestial Passion (1887)
- Two Worlds and Other Poems (1891)
- The Great Remembrance (1893)
- Five Books of Song (1894)
- In Palestine and Other Poems (1898)
- Poems and Inscriptions (1901)
- In the Heights (1905)
- A Book of Music (1906)